# Église des trois conciles
Une Église des trois conciles est une Église antéchalcédonienne qui ne reconnaît que les trois premiers conciles œcuméniques des premiers siècles du christianisme — le premier concile de Nicée (325), le premier concile de Constantinople (381) et le concile d'Éphèse (431). Les Églises des trois conciles sont parfois appelées « Églises orthodoxes orientales ».
Elles se distinguent des Églises des deux conciles, qui ne reconnaissent que les deux premiers, ainsi que des Églises chalcédoniennes qui reconnaissent également le concile de Chalcédoine (451), c'est-à-dire l'Église orthodoxe (ou Église des sept conciles), l'Église catholique (ou Église des 21 conciles) et la plupart des Églises protestantes.
Les Églises des trois conciles rassemblent environ 60 millions de baptisés.

## Définition
Les Églises des trois conciles sont en communion réciproque tout en restant indépendantes sur les plans de la liturgie et de l'organisation et se définissent par les conciles œcuméniques qu'elles reconnaissent, à savoir les trois premiers :
1. 325 : Ier concile de Nicée dit concile des 318 Pères, contre l'arianisme (doctrine d'Arius). Adoption du Symbole de Nicée, qui déclare la consubstantialité du Père et du Fils. Fixation de la date de Pâques. Confirmation de l'autorité, supérieure à celle des évêques métropolitains, exercée par les évêques de Rome, Alexandrie et Antioche, et l'octroi d'honneur spécial à l'évêque de Jérusalem, sans lui conférer l'autorité métropolitaine.
2. 381 : Ier concile de Constantinople (concile des 150 Pères) contre la négation de la divinité du Saint-Esprit et contre les Ariens. Adoption du Symbole de Nicée-Constantinople, qui proclame la consubstantialité de l'Esprit-Saint avec le Père et le Fils. Attribution du 2e rang d'honneur à l'évêque de Constantinople, reléguant Alexandrie au troisième rang.
3. 431 : concile d'Éphèse qui proclame Marie Mère de Dieu et condamne Nestorius. Proclame l'unité de personne en Jésus-Christ.

La séparation entre ces Églises et les autres dans l'Empire romain et dans l'ouest survient à la suite du quatrième concile œcuménique, celui de Chalcédoine (451), qui condamne la doctrine d'Eutychès, selon lequel le Christ n'aurait qu'une seule nature, divine, la nature humaine étant en quelque sorte absorbée par la nature divine, doctrine dite des monophysites. Au contraire, le concile affirme ses deux natures, divine et humaine, en l'unique personne de Jésus-Christ, en adoptant le symbole de Chalcédoine.
Ces Églises récusent la qualification de « monophysite » et se rallient à la formulation de Cyrille d'Alexandrie : « une est la nature incarnée de Dieu le Verbe » (miaphysisme).
Elles sont de tradition liturgique arménienne, syriaque occidentale, copte et guèze (éthiopien).

## Noms
Pour ces Églises, « à l'heure actuelle, l'appellation couramment admise est "Églises orthodoxes orientales" ». Par ce nom, attesté aussi dans d'autres sources,, le Conseil œcuménique des Églises les distingue des autres Églises, aussi nommées orthodoxes, que le Conseil appelle les Églises orthodoxes chalcédoniennes.
Antoine Arjakovsky applique le nom "Églises orthodoxes orientales" aussi aux Églises des deux conciles, mais cette terminologie n'est pas acceptée généralement.
Historiquement, les Églises considérées ici étaient connues comme les Églises non chalcédoniennes,, pré-chalcédoniennes,, anté-chalcédoniennes, ou encore anti-chalcédoniennes, en raison de leur refus de la doctrine christologique du Concile de Chalcédoine de l'an 451 (le dyophysisme). À cause de ce refus, leurs adversaires les appelaient monophysites.
Elles fondent leur doctrine sur les trois premiers conciles œcuméniques, et en conséquence on les a décrites comme les Églises des trois conciles.
Elles ont été aussi connues comme les Églises orientales anciennes, voire anciennes Églises orientales, et les petites Églises orientales.

## Théologies
Ces églises non chalcédoniennes ne sont pas en communion eucharistique avec les églises dites « églises orthodoxes (chalcédoniennes) » ou « Églises orthodoxes (byzantines) » depuis la rupture de 451 et un différend christologique : les premières — s'inscrivant du côté de Cyrille d'Alexandrie — s'opposent aux secondes - issus de l'école antiochienne - qui parlent de deux « natures » (physeis) du Christ, ce que les premières considèrent comme une division dans la personne du Christ, préférant évoquer une « physis de Dieu le Verbe incarné ». Au contraire, les chalcédoniens redoutent qu'en suivant cette dernière expression, une des deux natures, divine et humaine, du Christ ne disparaisse, traitant alors leurs adversaires anté-chalcédoniens de « monophysites » (« une seule nature ») qui les qualifient pour leur part de « dyophysites » (« deux natures »). Malgré les tentatives de conciliation de Jean d'Antioche pour rapprocher les positions par une formulation insistant sur l'unité personnelle des deux natures et essayant de résoudre l'épineux problème de la « Théotokos » (mère de Dieu) concernant Marie, mère de Jésus, les considérations politiques clivant le patriarcat d'Alexandrie et celui de Constantinople l'emportent et le schisme s'opère à la suite du concile de Chalcédoine, divisant très profondément la chrétienté, ce qui aura des conséquences durables surtout en Orient au moment de l'essor de l'Islam.

## Apostolicité
La plupart des Églises anté-chalcédoniennes revendiquent traditionnellement avoir été fondées antiquement par les premiers apôtres de Jésus de Nazareth ou des disciples directs de ceux-ci : Pierre à Antioche pour l'Église syriaque orthodoxe, Marc à Alexandrie pour l'Église copte orthodoxe, Barthélemy et Thaddée pour l'Église apostolique arménienne ou encore Thomas pour l'Église syro-malankare orthodoxe du Kerala.

## Implantations et fidèles

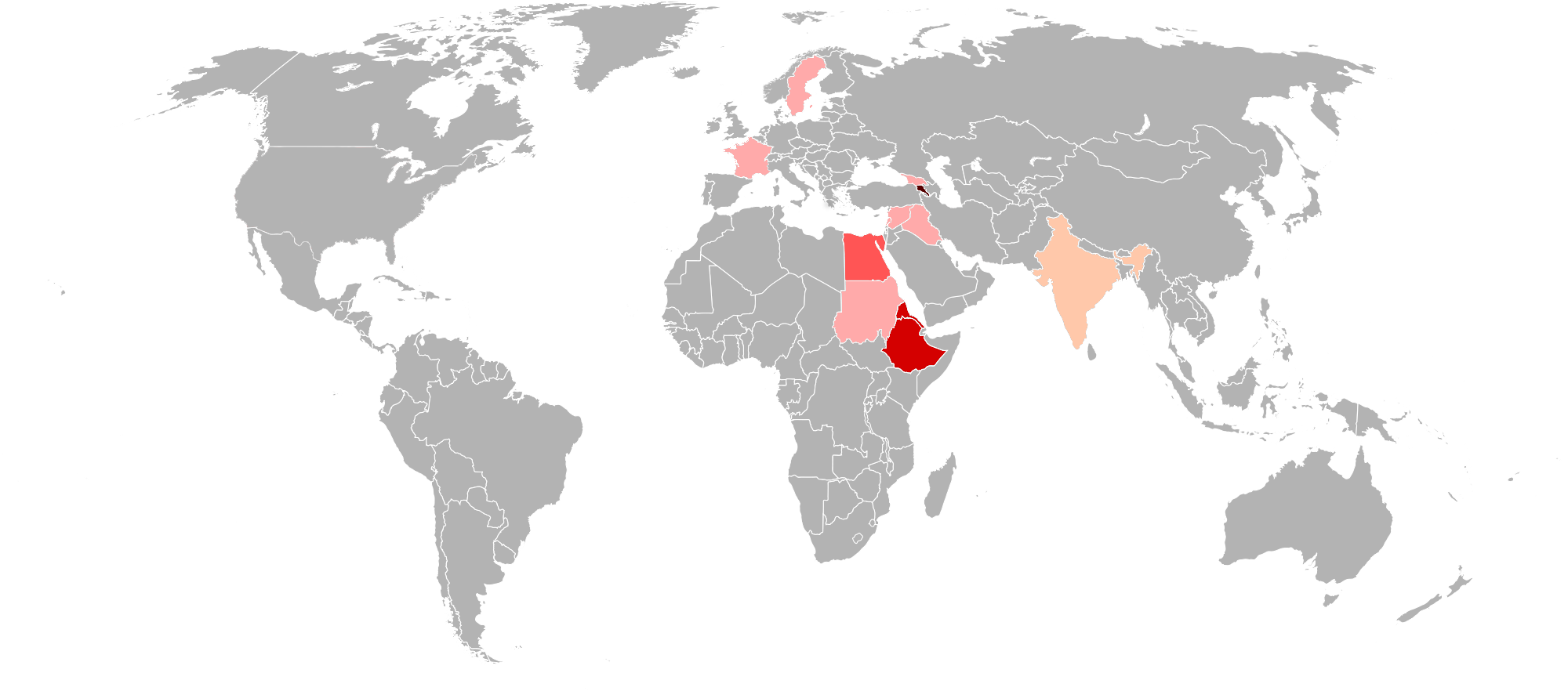
Les Églises orthodoxes orientales dans le monde :
Religion principale (plus de 75%)
Religion majoritaire (50% - 75%)
Religion minoritaire importante (20% - 50%)
Religion minoritaire (5% - 20%)
Religion très minoritaire (1% - 5%)
Religion très minoritaire (moins de 1%), mais avec autocéphalie locale

La plupart des fidèles des Églises orthodoxes orientales vivent au XXIe siècle en Éthiopie, en Érythrée, en Égypte, en Syrie, au Liban, en Arménie et en Inde ; il existe d'importantes diasporas en Europe, en Amérique du Nord et Amérique du Sud ou encore en Australie. L'ensemble de ces Églises représente environ soixante millions de fidèles avec une grande disparité dans les confessions, les plus petites ne comptant guère plus de quelques milliers de fidèles tandis que l'Église éthiopienne orthodoxe en dénombre près de quarante millions.

## Les différentes Églises
Les Églises qui constituent la famille historique des Églises miaphysites se répartissent entre plusieurs traditions culturelles, elles-mêmes souvent réparties entre plusieurs Églises.
- Églises de tradition liturgique copte et guèze :
  - Église copte orthodoxe, dont le siège est au Caire, dirigée par le Pape d'Alexandrie et Patriarche de toute l'Afrique et du siège de saint Marc, Théodore II d'Alexandrie[1],[18]
  - Église éthiopienne orthodoxe tewahedo, dont le siège est à Addis-Abeba, dirigée par le Patriarche et Catholicos d'Éthiopie, Itchégué du Siège de Takla Haïmanot et Archevêque d'Aksoum, Abune Mathias[1],[18]
    - Église éthiopienne orthodoxe en exil (1991-2018)

  - Église érythréenne orthodoxe, dont le siège est à Asmara, dirigée jusqu’en 2007 par le Patriarche d’Érythrée Antoine Ier[1],[18]
- Églises de tradition liturgique syriaque orientale :
  - Église syriaque orthodoxe, dont le siège est à Damas, dirigée par le Patriarche d'Antioche et de tout l'Orient Ignace Ephrem II Karim[1],[18]
    - Église syro-malankare orthodoxe, dont le siège est à Puthencuriz (en), dirigée par le Catholicos de l'Orient, Baselios Thomas Ier[18]

  - Église malankare orthodoxe, dont le siège est à Kottayam, dirigée par le Catholicos de l'Orient et Métropolite de Malankara, Baselios Marthoma Paulose II[1],[18]
  - Église malabare indépendante[18]
- Églises de tradition liturgique arménienne :
  - L'Église apostolique arménienne, dont le siège est à Etchmiadzin, dirigée par le Catholicos de tous les Arméniens Garéguine II[1] ; elle compte également un siège autocéphale, le Catholicossat arménien de Cilicie, établi à Antélias et dirigé par le catholicos Aram Ier[18]

Les Églises historiques suivantes en faisaient également partie :
- le Maphrianat de l'Orient (Église « jacobite » de Mésopotamie) ;
- l'Église albanienne (Chaki, puis Gandzasar) ;
- l'Église de Nubie.

## Relations entre les différentes Églises des trois conciles
La communion entre les différentes Églises n'empêche pas des différends ou des tensions entre certaines d'entre elles.
Le dialogue bilatéral entre l'Église syriaque orthodoxe et l'Église apostolique assyrienne de l'Orient, dans le cadre du dialogue des Églises de tradition syriaque est entravé par les conditions préalables posées par l'Église copte orthodoxe.
En Inde, l'Église syro-malankare dite « jacobite » reste dans la juridiction de l'Église syriaque-orthodoxe et patriarcale d'Antioche (qui a rétabli pour elle le titre de Maphrien), alors que l'Église malankare (Église orthodoxe des Indes), s'est proclamée autocéphale (elle est dirigée par un Catholicos). Les relations entre les deux Églises sont parfois tendues. De nombreux lieux de cultes sont fermés ou disputés.[réf. nécessaire]
L'Église syrienne indépendante du Malabar (M.I.S.C), quoique profondément enracinée dans l'héritage syro-antiochien, par son absence d'hégémonisme, de prosélytisme et d'esprit de concurrence, tient une place particulière dans le dialogue œcuménique (elle est dirigée par un Métropolite).[réf. nécessaire]
Chacune de ces Églises syriennes historiques et autocéphales des Indes n'en reconnaît pas moins l'autorité spirituelle du Patriarche d'Antioche et de Tout l'Orient.[réf. nécessaire]
Les relations entre l'Église copte et l'Église éthiopienne sont tendues à Jérusalem, la première accusant la seconde d'y occuper une partie de ses lieux saints. Une Église éthiopienne orthodoxe en exil s'est formée après la déposition du patriarche Abuna Merkorios en 1991 et son exil aux États-Unis.[réf. nécessaire]
L'indépendance de l'Érythrée a été suivie de la création de l'Église érythréenne autocéphale. Cette dernière s'est tournée plutôt vers l'Église copte que vers l'Église éthiopienne. Le remplacement à la tête de l'Église érythréenne en 2007 du patriarche Antoine Ier par Dioscore Ier n'est toujours pas reconnu par les autres Églises orientales.[réf. nécessaire]

## Relations interconfessionnelles
Durant des siècles, c'est l'éloignement voire la confrontation qui marquent les deux conceptions et il faut attendre la deuxième moitié du XXe siècle pour que s'opère un rapprochement dans ce qui apparaît comme un débat probablement plus sémantique que réellement théologique. Les Églises « orthodoxes des sept conciles » et « orthodoxes orientales » se rencontrent finalement en 1965 à Addis-Abeba et affirment leur appartenance à la même foi. Vingt ans plus tard, elles s'engagent dans un dialogue théologique dont découlent en 1990 certains accords christologiques. Si la proposition a été faite de lever les anathèmes de la période byzantine, elle n'a pu encore trouver de concrétisation faute d'une réception dans l'ensemble des églises concernées, traduisant le manque actuel de leur unité de la foi.
En 1973, un rapprochement s'opère entre l'Église catholique et l'Église copte lors de la rencontre entre le pape Paul VI et le pape Chenouda III. Les deux patriarches signent une déclaration de foi commune sur la nature du Christ et créent une commission mixte dans le but de poursuivre ce rapprochement. D'un point de vue historique, il s'agit du premier rapprochement d'envergure entre Rome et Alexandrie depuis le concile de Chalcédoine en 451, soit depuis plus de 1500 ans. En 1988, le pape Chenouda III signe une nouvelle déclaration qui réaffirme la christologie de l'Église copte et condamne celles de Nestorien et d'Eutychès, deux théologiens antiques dont le point de vue a été source de division entre les deux églises.
Les églises orthodoxes orientales entretiennent également des rapports et dialogues théologiques avec l'Alliance réformée mondiale, l'Église catholique et la Communion anglicane. En 1984, l'Église syriaque orthodoxe, représentée par Zakka Iwas Ier, et l'Église catholique romaine, alors dirigée par Jean-Paul II, signent une déclaration de foi commune.
Toutes les Églises orthodoxes orientales sont membres du Conseil œcuménique des Églises.

### Dialogues avec d'autres Églises
- Dialogue entre les Églises des trois conciles et l'Église apostolique assyrienne de l'Orient ;
- Dialogue entre l'Église orthodoxe et les Églises des trois conciles ;
- Dialogue entre l'Église catholique et les Églises des trois conciles : le dialogue a abouti en 1971 à une formulation christologique commune :

« Nous croyons que notre Seigneur et Sauveur, Jésus-Christ, est Dieu le Fils incarné ; parfait dans sa divinité et parfait dans son humanité. Sa divinité n'a pas été séparée de son humanité à un seul instant, même pas le temps d’un clin d'œil. Son humanité ne fait qu'un avec sa divinité, sans mélange, sans confusion, sans division, sans séparation.
Nous, dans notre foi commune dans le seul Seigneur Jésus-Christ, considérons son mystère inépuisable et ineffable et, pour l'esprit humain, jamais totalement compréhensible ou exprimable. »
- Dialogue entre les Églises des trois conciles et les Églises réformées ;
- Dialogue entre les Églises des trois conciles et la Communion anglicane.